# 歌川国総
歌川 国総（うたがわ くにふさ、生没年不詳）とは、江戸時代の浮世絵師。

## 来歴
二代目歌川豊国の門人。歌川の画姓を称し富士亭と号す。作画期は天保の頃とされる。